# Osteospermum imbricatum
Osteospermum imbricatum es una especie de planta floral del género Osteospermum, tribu Calenduleae, familia Asteraceae. Fue descrita científicamente por L.
Se distribuye por África: Sudáfrica y Mozambique.